# Londonbeat

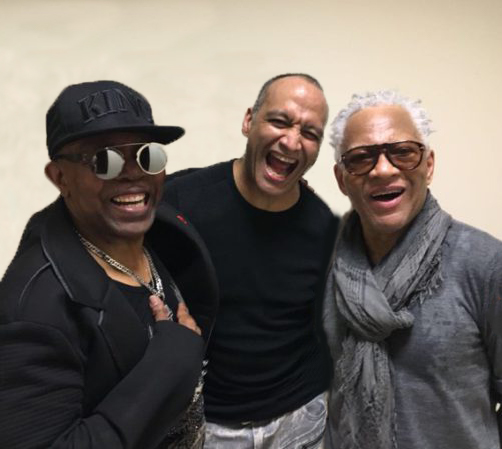
Londonbeat (2018)

Londonbeat ist eine britisch-US-amerikanische Popgruppe, die zwischen Ende 1988 und Herbst 1992 weltweit erfolgreich war.

## Bandgeschichte
Die Rhythm-&-Blues-Band bestand aus den US-amerikanischen Sängern Jimmy Helms, George Chandler und Jimmy Chambers (* 20. Januar 1946, aus Trinidad & Tobago) sowie dem Produzenten und Multiinstrumentalisten Willy M. (eigentlich William Henshall).
Besonders fiel Londonbeat durch die klaren Stimmen auf, vor allem von Jimmy Helms, der selbst in den frühen 1970er Jahren mit Gonna Make You an Offer You Can’t Refuse einen Top-10-Hit in Großbritannien landete. Hervorgegangen ist die Gruppe 1987 aus dem Gesangstrio Beatjockeys, das unter anderem bei Paul Young im Background sang. 1988 bekam Londonbeat als erste Band einen Plattenvertrag bei Dave Stewarts neuem Musiklabel Anxious.
Der endgültige Durchbruch gelang im Herbst 1990 I’ve Been Thinking About You (Nummer-1-Hit in 27 Ländern). Weitere Chartplatzierungen erreichte die Gruppe u. a. mit A Better Love, No Woman, No Cry und You Bring on the Sun. Vor allem I’ve Been Thinking About You war ein weltweiter Erfolg und erreichte in den US-amerikanischen Dance-Charts die Spitzenposition.
Nach 1992 konnten die alten Erfolge nicht mehr erreicht werden. Auch ein Comeback im Herbst 1994 brachte nicht mehr den großen Erfolg. Nach der letzten, im Mai 1995 veröffentlichten Single hörte man zunächst nichts mehr von der Band.
Im Herbst 2003 versuchte Londonbeat in zum Teil neuer Besetzung (Jimmy Helms, Jimmy Chambers und neu dabei Myles Kayne und Marc Goldschmitz) ein Comeback und veröffentlichte 2003 und 2004 jeweils ein neues Album. Im Jahr 2005 verließ Marc Goldschmitz die Band. Er lebt mittlerweile in Berlin und spielt dort unter anderem in der Indie-Rock-Band Leash.
Londonbeat besteht weiterhin und tritt immer noch weltweit auf.

## Diskografie

### Alben
| Jahr | Titel        | Höchstplatzierung, Gesamtwochen, AuszeichnungChartplatzierungen (Jahr, Titel, Platzierungen, Wochen, Auszeichnungen, Anmerkungen) | Höchstplatzierung, Gesamtwochen, AuszeichnungChartplatzierungen (Jahr, Titel, Platzierungen, Wochen, Auszeichnungen, Anmerkungen) | Höchstplatzierung, Gesamtwochen, AuszeichnungChartplatzierungen (Jahr, Titel, Platzierungen, Wochen, Auszeichnungen, Anmerkungen) | Höchstplatzierung, Gesamtwochen, AuszeichnungChartplatzierungen (Jahr, Titel, Platzierungen, Wochen, Auszeichnungen, Anmerkungen) | Höchstplatzierung, Gesamtwochen, AuszeichnungChartplatzierungen (Jahr, Titel, Platzierungen, Wochen, Auszeichnungen, Anmerkungen) | Anmerkungen                          |
| Jahr | Titel        | DE | AT | CH | UK | US | Anmerkungen                          |
| ---- | ------------ | --- | --- | --- | --- | --- | ------------------------------------ |
| 1990 | In the Blood | DE15 Gold · (33 Wo.)DE | AT12 (12 Wo.)AT | CH5 Gold · (20 Wo.)CH | UK34 Silber · (6 Wo.)UK | US21 Gold · (25 Wo.)US | Erstveröffentlichung: Oktober 1990   |
| 1992 | Harmony      | DE24 (11 Wo.)DE | — | CH27 (1 Wo.)CH | — | — | Erstveröffentlichung: September 1992 |

Weitere Alben
- 1988: Speak
- 1994: Londonbeat
- 2003: Back in the Hi-Life – Hit Collection Vol. 1
- 2004: Gravity

### Kompilationen
- 1995: Best! The Singles
- 1997: The Very Best Of
- 2004: Legends (3 CDs)
- 2007: Greatest Hits

### Singles
| Jahr | Titel Album                                            | Höchstplatzierung, Gesamtwochen, AuszeichnungChartplatzierungen (Jahr, Titel, Album, Platzierungen, Wochen, Auszeichnungen, Anmerkungen) | Höchstplatzierung, Gesamtwochen, AuszeichnungChartplatzierungen (Jahr, Titel, Album, Platzierungen, Wochen, Auszeichnungen, Anmerkungen) | Höchstplatzierung, Gesamtwochen, AuszeichnungChartplatzierungen (Jahr, Titel, Album, Platzierungen, Wochen, Auszeichnungen, Anmerkungen) | Höchstplatzierung, Gesamtwochen, AuszeichnungChartplatzierungen (Jahr, Titel, Album, Platzierungen, Wochen, Auszeichnungen, Anmerkungen) | Höchstplatzierung, Gesamtwochen, AuszeichnungChartplatzierungen (Jahr, Titel, Album, Platzierungen, Wochen, Auszeichnungen, Anmerkungen) | Höchstplatzierung, Gesamtwochen, AuszeichnungChartplatzierungen (Jahr, Titel, Album, Platzierungen, Wochen, Auszeichnungen, Anmerkungen) | Anmerkungen                          |
| Jahr | Titel Album                                            | DE | AT | CH | UK | US | Dance | Anmerkungen                          |
| ---- | ------------------------------------------------------ | --- | --- | --- | --- | --- | --- | ------------------------------------ |
| 1988 | There’s a Beat Going On Speak                          | — | — | — | UK88 (2 Wo.)UK | — | — | Erstveröffentlichung: September 1988 |
| 1988 | 9 a. m. (The Comfort Zone) Speak                       | — | — | — | UK19 (11 Wo.)UK | — | — | Erstveröffentlichung: November 1988  |
| 1989 | Failing in Love Again Speak                            | — | — | — | UK60 (3 Wo.)UK | — | — | Erstveröffentlichung: Januar 1989    |
| 1990 | I’ve Been Thinking About You In the Blood              | DE1 Gold · (45 Wo.)DE | AT1 Gold · (18 Wo.)AT | CH1 (21 Wo.)CH | UK2 Silber · (13 Wo.)UK | US1 Gold · (19 Wo.)US | Dance1 (13 Wo.)Dance | Erstveröffentlichung: August 1990    |
| 1990 | A Better Love In the Blood                             | DE13 (23 Wo.)DE | AT10 (11 Wo.)AT | CH12 (7 Wo.)CH | UK23 (11 Wo.)UK | US18 (15 Wo.)US | — | Erstveröffentlichung: November 1990  |
| 1991 | No Woman, No Cry In the Blood                          | DE23 (14 Wo.)DE | — | — | UK64 (2 Wo.)UK | — | — | Erstveröffentlichung: Februar 1991   |
| 1992 | You Bring on the Sun Harmony                           | DE6 (24 Wo.)DE | AT10 (12 Wo.)AT | CH14 (19 Wo.)CH | UK32 (4 Wo.)UK | — | — | Erstveröffentlichung: Mai 1992       |
| 1992 | Lover You Send Me Colours Harmony                      | DE33 (11 Wo.)DE | — | — | — | — | — | Erstveröffentlichung: September 1992 |
| 1992 | That’s How I Feel About You Harmony                    | DE52 (15 Wo.)DE | — | — | UK69 (1 Wo.)UK | — | — | Erstveröffentlichung: Oktober 1992   |
| 1994 | Come Back Londonbeat                                   | DE50 (19 Wo.)DE | — | — | UK69 (2 Wo.)UK | US62 (5 Wo.)US | Dance1 (13 Wo.)Dance | Erstveröffentlichung: Oktober 1994   |
| 1995 | I’m Just Your Puppet on a … (String!) The Very Best Of | — | — | — | UK55 (2 Wo.)UK | — | — | Erstveröffentlichung: März 1995      |
| 1995 | Build It with Love Londonbeat                          | DE64 (10 Wo.)DE | — | — | — | — | Dance2 (13 Wo.)Dance | Erstveröffentlichung: Mai 1995       |
| 2003 | Where Are U Back in the Hi-Life                        | DE54 (8 Wo.)DE | — | — | — | — | — | Erstveröffentlichung: September 2003 |

Weitere Singles
- 1988: Killer Drop / One Blink / Beat Patrol
- 1989: One Blink
- 1989: It Takes Two, Baby (mit Liz Kershaw, Bruno Brookes und Jive Bunny)
- 1990: It’s in the Blood
- 1991: This Is Your Life
- 1991: Special Remix
- 1992: The Sea of Tranquillity
- 1995: I’ve Been Thinking About You (The ’95 Remixes)
- 2004: Heaven
- 2004: The Air
- 2004: I’ve Been Thinking About You (Damae feat. Londonbeat)
- 2004: Busker McGee
- 2010: I’ve Been Thinking About You 2010 (vs. Silverscreen)
- 2018: I’ve Been Thinking About You (feat. Traumton)

## Auszeichnungen für Musikverkäufe
| Goldene Schallplatte - Australien - 1991: für das Album In the Blood - 1995: für die Single Come Back - Europa - 1991: für das Album In the Blood - Neuseeland - 1991: für die Single I’ve Been Thinking About You - Niederlande - 1991: für das Album In the Blood - Spanien - 1991: für das Album In the Blood | Platin-Schallplatte - Australien - 1991: für die Single I’ve Been Thinking About You - Kanada - 1991: für das Album In the Blood - Niederlande - 1990: für die Single I’ve Been Thinking About You - Schweden - 1990: für die Single I’ve Been Thinking About You - 1990: für das Album In the Blood |

Anmerkung: Auszeichnungen in Ländern aus den Charttabellen bzw. Chartboxen sind in ebendiesen zu finden.
| Land/RegionAuszeichnungen für Musikverkäufe (Land/Region, Auszeichnungen, Verkäufe, Quellen) | Silber     | Gold       | Platin     | Verkäufe  | Quellen              |
| -------------------------------------------------------------------------------------------- | ---------- | ---------- | ---------- | --------- | -------------------- |
| Australien (ARIA)                                                                            | —          | 2× Gold2   | Platin1    | 140.000   | aria.com.au          |
| Deutschland (BVMI)                                                                           | —          | 2× Gold2   | —          | 500.000   | musikindustrie.de    |
| Europa (IFPI)                                                                                | —          | Gold1      | —          | (500.000) | Einzelnachweise      |
| Kanada (MC)                                                                                  | —          | —          | Platin1    | 100.000   | musiccanada.com      |
| Neuseeland (RMNZ)                                                                            | —          | Gold1      | —          | 5.000     | Einzelnachweise      |
| Niederlande (NVPI)                                                                           | —          | Gold1      | Platin1    | 150.000   | nvpi.nl              |
| Österreich (IFPI)                                                                            | —          | Gold1      | —          | 25.000    | ifpi.at              |
| Schweden (IFPI)                                                                              | —          | —          | 2× Platin2 | 150.000   | sverigetopplistan.se |
| Schweiz (IFPI)                                                                               | —          | Gold1      | —          | 25.000    | hitparade.ch         |
| Spanien (Promusicae)                                                                         | —          | Gold1      | —          | 50.000    | mediafire.com        |
| Vereinigte Staaten (RIAA)                                                                    | —          | 2× Gold2   | —          | 1.000.000 | riaa.com             |
| Vereinigtes Königreich (BPI)                                                                 | 2× Silber2 | —          | —          | 260.000   | bpi.co.uk            |
| Insgesamt                                                                                    | 2× Silber2 | 12× Gold12 | 5× Platin5 |           |                      |